# Општина Пишколт (Сату Маре)
Пишколт (рум. Pişcolt) општина је у Румунији у округу Сату Маре.
Oпштина се налази на надморској висини од 129 m.